# Two Men of the Desert
Two Men of the Desert er en amerikansk stumfilm fra 1913 af D. W. Griffith.

## Medvirkende
- Blanche Sweet
- Henry B. Walthall
- Walter Miller
- Alfred Paget
- Jennie Lee